# Йоганн-Вільгельм Дерінг-Мантойффель
Йоганн-Вільгельм «Йоганнес»/«Ганс» Дерінг-Мантойффель (нім. Johann-Wilhelm „Johannes“/„Hans“ Doering-Manteuffel; 17 липня 1898, Гайдерсдорф-Волау — 21 січня 1963, Штутгарт) — німецький офіцер, генерал-майор люфтваффе. Кавалер Лицарського хреста Залізного хреста.

## Біографія
Під час Першої світової війни 1 листопада 1916 року призваний в 64-й польовий артилерійський полк. У лютому-вересні 1919 року — ордонанс-офіцер 2-ї добровольчої морської бригади, учасник боїв з комуністами. Після демобілізації армії залишений в рейхсвері, служив в артилерії, з 1933 року — в зенітній артилерії. З 19 липня 1934 року — командир 2-го ескадрону 5-го транспортного (зенітного) дивізіону. 1 квітня 1935 року переведений в люфтваффе і призначений командиром батареї зенітного дивізіону в Людвігсбурзі (з 1 жовтня 1935 року — в Штеттіні). З 1 жовтня 1936 року — командир дивізіону 24-го зенітного полку.
З 1 листопада 1938 року — начальник навчального штабу 1-го училища зенітної артилерії в Реріку. 6 липня 1940 року призначений командиром 101-го зенітного полку. Учасник боїв на радянсько-німецькому фронті. 8 квітня 1942 року переведений у відомство навчальних закладів, а 26 червня 1942 року — в штаб генерала зенітної артилерії, потім відряджений до складу німецької військової місії в Румунії в якості офіцера зенітної артилерії. З березня 1944 року — командир 10-го зенітного полку. 10 липня 1944 року важко поранений. Після одужання 30 жовтня 1944 року поставлений на чолі 20-ї, 20 січня 1945 року — 15-ї зенітної дивізії. 8 травня 1945 року взятий в полон американськими військами. У вересні 1945 року звільнений.

## Звання[1]
- Фанен-юнкер-єфрейтор (травень 1917)
- Фенріх (4 січня 1918)
- Лейтенант (13 лютого 1918)
- Оберлейтенант (1 квітня 1925)
- Ротмістр (капітан) (1 квітня 1933)
- Гауптман (капітан) (1 квітня 1935)
- Майор (1 січня 1937)
- Оберстлейтенант (підполковник) (1 червня 1939)
- Оберст (полковник) (1 січня 1942)
- Генерал-майор (20 квітня 1945)

## Нагороди[1]

### Перша світова війна
- Залізний хрест 2-го класу
- Лицарський хрест 2-го класу ордена Альберта з мечами (Саксонське королівство)

### Міжвоєнний період
- Сілезький Орел 2-го ступеня
- Почесний хрест ветерана війни
- Медаль «За вислугу років у Вермахті» 4-го, 3-го і 2-го класу (18 років)
- Медаль «У пам'ять 1 жовтня 1938»

### Друга світова війна
- Застібка до Залізного хреста 2-го класу (17 липня 1941)
- Залізний хрест 1-го класу (19 грудня 1941)
- Німецький хрест в золоті (14 квітня 1942) — як оберст і командир 101-го зенітного полку люфтваффе.
- Лицарський хрест Залізного хреста (10 вересня 1944) — як оберст і командир 101-го моторизованого зенітного полку люфтваффе.